# Neillsville
La ville américaine de Neillsville est le siège du comté de Clark, dans le Wisconsin. Elle comptait 2 463 habitants lors du recensement de 2010.